# Paul László
Paul László (6 de febrer de 1900 - 27 de març de 1993) va ser un arquitecte estatunidenc d'origen hongarès del segle xx.
Es va guanyar la seva reputació com a dissenyador d'interiors per a habitatges en la dècada dels anys 1960. Més tard, va passar a enfocar la seva carrera en el disseny d'interiors comercials. També destaquen els seus treballs com a dissenyador industrial.
László va servir en ambdues guerres mundials. Va lluitar amb l'artilleria hongaresa en el front italià durant la Primera Guerra Mundial i es va allistar en l'exèrcit dels Estats Units i va servir al país durant la Segona Guerra Mundial.